# Altevir Sales
Altevir Guilhem de Sales (Curitiba, 21 de agosto de 1948) é um ex-futebolista e técnico brasileiro. Como futebolista, sua posição foi a de goleiro.

## Recorde
Altevir Sales detém o recorde do goleiro com maior números de partidas sem levar gols num único certame do campeonato regional do Paraná, fato ocorrido no Campeonato Paranaense de Futebol de 1977 quando Altevir era goleiro do Clube Atlético Paranaense. As partidas são:
| campeonato                               | data                 | jogo                                            |
| ---------------------------------------- | -------------------- | ----------------------------------------------- |
| Campeonato Paranaense de Futebol de 1977 | 25 de junho de 1977  | Atlético 1×0 Londrina                           |
| idem                                     | 29 de junho de 1977  | Atlético 6×0 Mourãoense                         |
| idem                                     | 3 de julho de 1977   | Coritiba 0×0 Atlético                           |
| idem                                     | 10 de julho de 1977  | Atlético 1×0 Colorado                           |
| idem                                     | 13 de julho de 1977  | Atlético 0×0 Matsubara                          |
| Campeonato Paranaense de Futebol de 1977 | 17 de julho de 1977  | Iguaçu 0×0 Atlético                             |
| idem                                     | 20 de julho de 1977  | Atlético 0×0 Coritiba Prorrogação: Atlético 1×0 |
| idem                                     | 31 de julho de 1977  | Atlético 0×0 União Bandeirante                  |
| idem                                     | 7 de agosto de 1977  | Matsubara 0×1 Atlético                          |
| idem                                     | 14 de agosto de 1977 | Colorado 0×0 Atlético                           |
| idem                                     | 17 de agosto de 1977 | Atlético 1×0 Iguaçu                             |

O recorde contabiliza 11 partidas completas e/ou 1066 minutos (somados tempo extra/prorrogação e 16 minutos do último jogo em que sofreu, novamente, um gol).
Obs: Durante essa sequência, houve alguns jogos em que o reserva Cícero atuou como titular. Esses jogos não foram inclusos na listagem acima e esta sequência só foi quebrada aos 16 minutos do primeiro tempo no jogo contra o Grêmio Maringá no dia 28 de agosto de 1977. O gol que acabou com a sequência invicta foi marcado pelo zagueiro do próprio Atlético Paranaense (seu apelido era Belga), ou seja, gol contra.

## Biografia
Curitibano, Altevir iniciou sua carreira nas categorias de base dos times do Operário Mercês e Britânia em 1965 até 1969 e neste ano foi transferido para o Guarani de Ponta Grossa como profissional. Passou pelo Coritiba, Cascavel e Grêmio Maringá e em 1972 foi contratado pelo Clube Atlético Paranaense, ficando neste clube até 1977 (ano do recorde). Logo após, retornou ao Coritiba e ainda defendeu a "meta" dos times do Botafogo de Ribeirão Preto, CAP,  Francana de São Paulo, Orlândia (SP). Encerrou a carreira em 1985, no Botafogo de Ribeirão Preto e em 1993 tornou-se técnico de futebol no Trieste F.C. (time de futebol amador de Curitiba). Como profissional, foi campeão paranaense pelo Coritiba em 1979.